# Volcaci Sedígit
Volcaci Sedígit (en llatí: Volcatius Sedigitus) va ser un poeta romà a qui Plini descriu com a «illustrem in Poetica».
Del seu llibre De Poetis, que sembla que era una mena de Didascalia, és a dir, com una història de la literatura a l'estil de Luci Acci, Aulus Gel·li en va conservar tretze iambes senars en els quals enumerava els principals comediògrafs llatins per orde de mèrit: primer Cecili Estaci, després Plaute, en tercer lloc Nevi, i a continuació Licini, Marc Atili, Terenci, Sext Turpili, Quint Trabea, Lavini Lusci i Enni.
A més d'aquesta llista, es conserven dos fragments, segurament de la mateixa obra i tots dos referits a Terenci, que recull la biografia que sobre Terenci va fer Suetoni.